# Rudi A. te Velde
Rudi A. te Velde (* 8. Dezember 1957 in Stadskanaal) ist ein niederländischer Philosoph.

## Leben
Er studierte Philosophie in Amsterdam. Er ist Dozent für Philosophie an der Tilburg School of Catholic Theology der Universität Tilburg. Er ist auch Professor für eine besondere Ernennung auf dem Lehrstuhl für die Philosophie von Thomas Aquinas (Thomas More Foundation).
Seine Forschungsschwerpunkte sind das Denken von Thomas von Aquin, die Geschichte der Metaphysik und die zeitgenössische Religionsphilosophie.

## Werke (Auswahl)
- Thomas van Aquino: Over waarheid en onwaarheid. Kampen 1988, ISBN 902427608X.
- Thomas van Aquino: Metafysica tussen ervaring en transcendentie. Teksten over de metafysica als wetenschapsvorm. Kampen 1994, ISBN 9039106304.
- Participation and substantiality in Thomas Aquinas (= Studien und Texte zur Geistesgeschichte des Mittelalters. Band 46). Brill, Leiden/New York 1995, ISBN 90-04-10381-3 (zugleich Dissertation, Vrije Universiteit Amsterdam 1991).
- De filosoof en de dood. Plato's Phaedo. Analyse en interpretatie. Budel 2002, ISBN 9055733067.
- Thomas van Aquino: Over waarheid . Nijmegen 2006, ISBN 905625233X.
- Aquinas on God. The 'divine science' of the Summa theologiae (= Ashgate studies in the history of philosophical theology). Ashgate, Aldershot 2009, ISBN 0-7546-0755-0.